# Alexander Eberan von Eberhorst
Alexander Eberan von Eberhorst (25. dubna 1829 Brno – 27. prosince 1914 Vídeň) byl rakousko-uherský admirál. U c. k. námořnictva sloužil od roku 1847 a zúčastnil se několika námořních válek. V letech 1883–1897 byl zástupcem vrchního velitele námořnictva a v roce 1896 dosáhl hodnosti admirála.

## Biografie

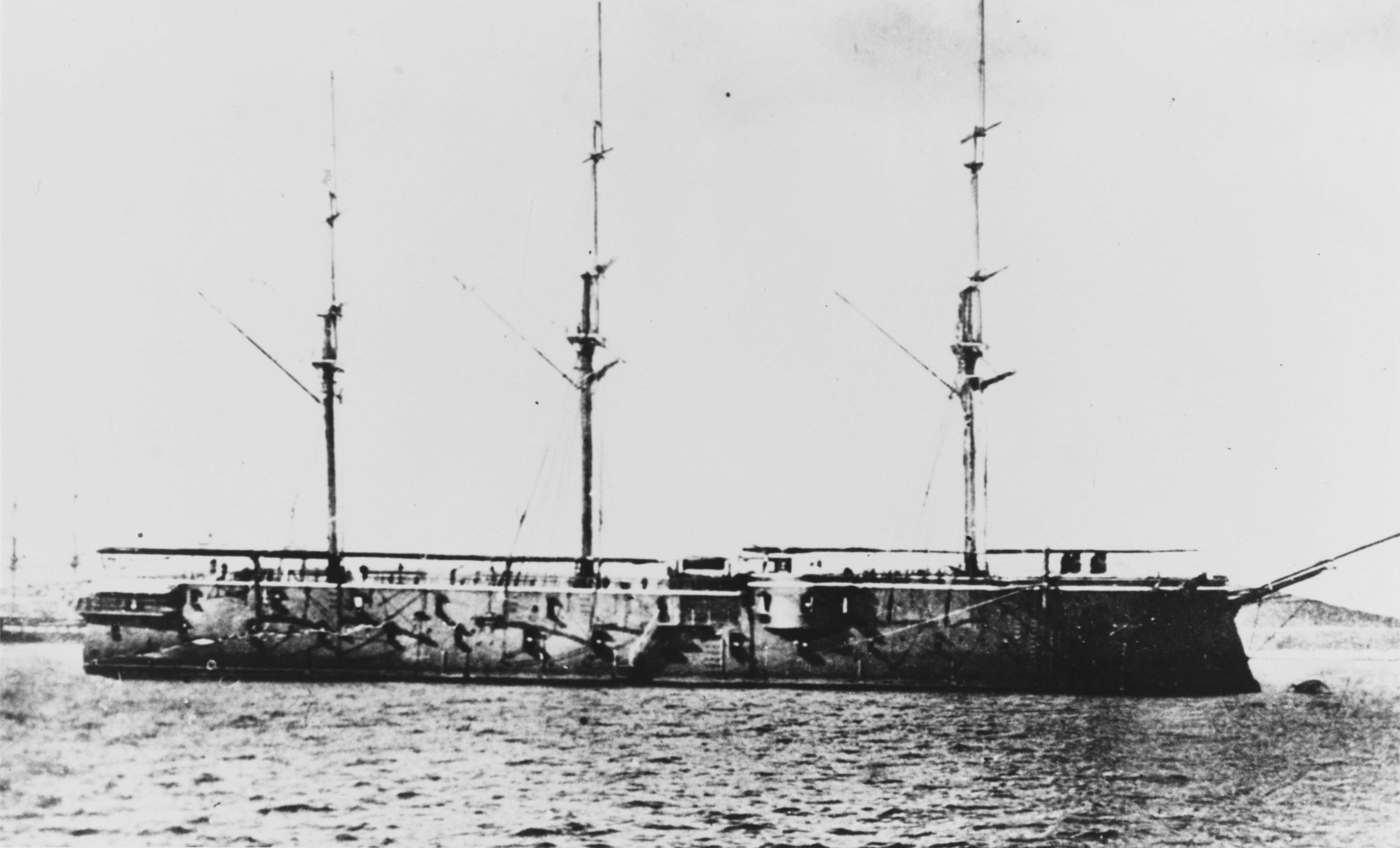
Obrněná loď SMS Lissa

Pocházel z Dolního Rakouska, ale narodil se v Brně jako syn c. k. plukovníka Alexandra Eberana (1787–1854), matka Kornelia, rozená Schmid von Dondorf (1804–1894), pocházela také z vojenské rodiny. Alexander vyrůstal v Brně a Trevisu, v letech 1843–1847 studoval na námořní škole v Benátkách a v roce 1847 jako kadet nastoupil k námořnictvu. Kromě služby na různých lodích vykonával povinnosti také u námořního arzenálu v Benátkách. V roce 1850 získal hodnost praporčíka a jako první důstojník na škuneru Artemisia absolvoval v letech 1852–1854 plavbu do Tunisu, na Maltu, do Smyrny a Soluně. V roce 1853 byl povýšen na poručíka a jako první důstojník sloužil na větších lodích, v roce 1859 se zúčastnil války se Sardinií. 
V roce 1860 byl povýšen na fregatního kapitána a v letech 1860–1862 byl velitelem námořního arzenálu v Pule, poté byl přeložen k námořnímu kontrolnímu úřadu do Terstu a v roce 1865 byl jmenován zástupcem velitele námořní základny v Pule. V roce 1866 získal hodnost kapitána řadové lodi a v roce 1867 se jako zástupce rakouského námořnictva zúčastnil Světové výstavy v Paříži. V letech 1867–1868 byl dočasným velitelem námořního oblastního okrsku v Terstu, mezitím v listopadu a prosinci 1867 vykonal cestu do Velké Británie. V letech 1868–1871 byl vedoucím technického odboru v obchodním oddělení námořní sekce ministerstva války. V letech 1871–1872 byl pověřen velením zcela nově postavené obrněné lodi SMS Lissa. Poté v letech 1873–1878 vykonával funkci prezidenta komise pro výstavbu lodí v Terstu.
K datu 1. října 1878 byl povýšen do hodnosti kontradmirála a na vlajkových lodích SMS Habsburg a SMS Laudon byl velitelem eskadry (1879–1881). V roce 1881 převzal vedení stálé komise pro námořní dělostřelectvo a nakonec byl v letech 1883–1897 dlouholetým zástupcem šéfa námořní sekce na ministerstvu války, tj. souběžně zástupcem vrchního velitele námořnictva. Ke dni 1. května 1886 byl povýšen do hodnosti viceadmirála a nakonec dosáhl hodnosti admirála (1. května 1896). V říjnu 1897 byl penzionován.
Zemřel ve Vídni 27. prosince 1914 ve věku 85 let a pochován byl na hřbitově ve vídeňské čtvrti Gersthof.

## Rodina
V roce 1861 se v Terstu oženil s Teresou von Rosenzweig (1836–1903), dcerou obchodníka. Z manželství se narodily čtyři děti. Nejstarší dcera Karolina (1862–1958) byla manželkou právníka Alfreda Horsetzského z Hornthalu (1848–1918), další dcera Melanie (1870–1956) se provdala za významného lékaře Gustava Wunschheima von Lilienthal (1865–1938), profesora vídeňské univerzity. Syn Alexander (1864–1945) byl sekčním šéfem na rakouském ministerstvu obchodu, mladší syn Heinrich (1876–1880) zemřel v dětském věku v Terstu. Z dalších generací vynikl Robert Eberan (1902–1982), který byl inženýrem a v období mezi světovými válkami proslul jako konstruktér firmy Závodní vozy Auto Union.
U námořnictva nebo v armádě sloužili také další členové rodu, bratr Arthur padl jako rytmistr v prusko-rakouské válce v bitvě u Hradce Králové (1866).

## Tituly a ocenění
Od dětství byl uživatelem šlechtického titulu s predikátem Edler von Eberhorst, který získal otec v roce 1837. Ve funkci zástupce šéfa námořní sekce na ministerstvu války obdržel v roce 1891 titul c. k. tajného rady s nárokem na oslovení Excelence. Během služby u námořnictva získal řadu vyznamenání v Rakousku-Uhersku i v zahraničí. Mimo jiné patřil v roce 1904 k zakládajícím členům Rakouské společnosti pro podporu lodní dopravy (Österreichischer Flottenverein) a do roku 1910 byl členem jejího předsednictva. 

### Rakousko-Uhersko
- Vojenský záslužný kříž s válečnou dekorací (1859)
- Služební odznak pro důstojníky III. třídy (1866)
- rytířský kříž Leopoldova řádu (1870)
- Válečná medaile (1873)
- Řád železné koruny II. třídy (1887)
- Služební odznak pro důstojníky II. třídy (1890)
- velkokříž Řádu Františka Josefa (1893)
- Řád železné koruny I. třídy (1897)
- Služební odznak pro důstojníky I. třídy (1897)
- Jubilejní pamětní medaile  (1898)
- Vojenský jubilejní kříž (1908)

### Zahraničí
- komandérský kříž Řádu Františka I. (1860, Království obojí Sicílie)
- Řád Medžidie III. třídy (1870, Osmanská říše)
- Řád slávy I. třídy (1873, Tunisko)
- Řád knížete Danila I. II. třídy (1881, Černá Hora)